# Берг, Андреа
Андреа Берг (нем. Andrea Berg, род. 1966 в Крефельде, ФРГ) — немецкая певица, исполнительница шлягеров. Её альбомы неоднократно становились «золотыми» и «платиновыми», а песни занимали вершины чартов на радиостанциях Германии и других европейских стран.
Она получала премию «Echo» в 2003, 2004, 2005, and 2007 годах. С 2002 по 2007 ежегодно получала премию «Goldene Stimmgabel».
Альбом «Machtlos», вышедший в 2003, стал первым альбомом певицы, добравшимся до первого места в национальном немецком хит-параде. С момента выпуска альбома «Du» в 2004 году, этот и все последующие альбомы неизменно достигали 1-го места и в немецком, и в австрийском хит-парадах.
В 2010 году Андреа выпустила альбом «Schwerelos» совместно с Дитером Боленом. В 2011 был выпущен второй альбом, ставший плодом сотрудничества певицы с Дитером Боленом, — «Abenteuer».
Альбом 2013 года «Atlantis» стал первым, который добрался до первого места в трёх хит-парадах, Германии, Австрии и Швейцарии. Следующий альбом — «Seelenbeben», выпущенный в 2016 году, повторил успех, также оказавшись на самой вершине чартов Германии, Австрии и Швейцарии.
Альбом 2017 года «25 Jahre Abenteuer Leben» также достиг 1-места национальном немецком хит-параде.

## Биография
Родилась 28 января 1966 года в городе Крефельде (земля Северный Рейн — Вестфалия). До 25 лет работала медсестрой в онкологическом отделении.

## Дискография

### Альбомы
Студийные альбомы
| Год  | Альбом                    | Место | Место | Место | Место | Место | Прим. |
| Год  | Альбом                    | GER   | AUT   | DEN   | NL    | SWI   | Прим. |
| ---- | ------------------------- | ----- | ----- | ----- | ----- | ----- | ----- |
| 1992 | Du bist frei              | 49    | 40    | –     | –     | –     |       |
| 1995 | Gefühle                   | 10    | 10    | 14    | –     | 14    |       |
| 1997 | Träume lügen nicht        | 71    | –     | –     | –     | –     |       |
| 1998 | Zwischen tausend Gefühlen | 86    | –     | –     | –     | –     |       |
| 1999 | Weil ich verliebt bin     | –     | –     | –     | –     | –     |       |
| 2001 | Wo liegt das Paradies     | 42    | –     | –     | –     | –     |       |
| 2002 | Nah am Feuer              | 18    | 26    | –     | –     | –     |       |
| 2003 | Machtlos                  | 1     | 8     | –     | –     | –     |       |
| 2004 | Du                        | 1     | 1     | –     | –     | 33    |       |
| 2006 | Splitternackt             | 1     | 1     | –     | –     | 19    |       |
| 2008 | Dezember Nacht            | 8     | 9     | –     | –     | 95    |       |
| 2009 | Zwischen Himmel & Erde    | 1     | 1     | –     | –     | 9     |       |
| 2010 | Schwerelos                | 1     | 1     | –     | –     | 9     |       |
| 2011 | Abenteuer                 | 1     | 1     | –     | –     | 2     |       |
| 2013 | Atlantis                  | 1     | 1     | 5     | 27    | 1     |       |
| 2016 | Seelenbeben               | 1     | 1     | –     | –     | 1     |       |

Компиляции
| Год  | Альбом                   | Место | Место | Место | Место | Прим. |
| Год  | Альбом                   | GER   | AUT   | DEN   | SWI   | Прим. |
| ---- | ------------------------ | ----- | ----- | ----- | ----- | ----- |
| 2001 | Best of                  | 18    | 5     | –     | 56    |       |
| 2007 | Die neue Best of         | 4     | 1     | –     | 7     |       |
| 2013 | My Danish Collection     | –     | –     | 1     | –     |       |
| 2017 | 25 Jahre Abenteuer Leben | 1     | –     | –     | –     |       |

### Синглы
(Избранные синглы)
| Год  | Сингл                                    | Место | Место | Место | Альбом                |
| Год  | Сингл                                    | GER   | AUT   | SWI   | Альбом                |
| ---- | ---------------------------------------- | ----- | ----- | ----- | --------------------- |
| 2001 | «Du hast mich tausendmal belogen»        | 96    | –     | –     | Wo liegt das Paradies |
| 2006 | «Aba Heidschi Bumbeidschi»               | 46    | 65    | –     | Dezembernacht         |
| 2010 | «Ich liebe das Leben»                    | 81    | –     | –     | Schwerelos            |
| 2010 | «Du kannst noch nicht mal richtig lügen» | 91    | 73    | –     | Schwerelos            |
| 2013 | «Das Gefühl»                             | 52    | 58    | 49    | Atlantis              |
| 2013 | «Atlantis lebt»                          | 84    | –     | –     | Atlantis              |
| 2016 | «Diese Nacht ist jede Sünde wert»        | 44    | 37    | –     | Seelenbeben           |
| 2016 | «Ich werde lächeln wenn Du gehst»        | –     | 75    | –     | Seelenbeben           |

### DVDs / Blu-Rays
| Год  | Название                               | Место | Место | Место |
| Год  | Название                               | GER   | AUT   | SWI   |
| ---- | -------------------------------------- | ----- | ----- | ----- |
| 2003 | Emotionen Hautnah                      | 64    | –     | –     |
| 2004 | Eine Reise durch die Seele             | 51    | –     | –     |
| 2006 | Live — Das große Konzert in Oberhausen | –     | –     | –     |
| 2009 | Das Konzert — Zwischen Himmel und Erde | –     | 1     | –     |
| 2011 | Schwerelos — Touredition               | –     | 2     | 3     |
| 2012 | Andrea Berg — Abenteuer live!          | –     | –     | –     |